# Iain Matthews
Iain Matthews, född Ian Matthews MacDonald 16 juni 1946 i Barton-upon-Humber, England, är en brittisk musiker, känd som Ian MacDonald på 1960-talet, men ändrade namnet till Ian Matthews (sin mors födelsenamn) för att ej förväxlas med Ian McDonald i King Crimson. 1989 ändrade han sitt förnamn och är sedan känd som Iain Matthews.
Matthews var originalmedlem och sångare i folkrockgruppen Fairport Convention. Han lämnade gruppen efter två skivor och bildade senare Matthews Southern Comfort som hade en stor hit med låten "Woodstock" av Joni Mitchell. Han övergick därefter till en solokarriär, men har även sjungit i gruppen Plainsong.

## Diskografi
Studioalbum (solo)
- 1971 – If You Saw Thro' My Eyes
- 1972 – Tigers Will Survive
- 1973 – Valley Hi
- 1974 – Journeys from Gospel Oak
- 1974 – Some Days You Eat the Bear and Some Days the Bear Eats You
- 1976 – Go for Broke
- 1977 – Hit and Run
- 1978 – Stealin' Home
- 1979 – Siamese Friends
- 1980 – Spot of Interference
- 1983 – Moods for Mallards
- 1984 – Shook
- 1988 – Walking a Changing Line
- 1990 – Pure and Crooked
- 1992 – Skeleton Keys
- 1994 – The Dark Ride
- 1996 – God Looked Down
- 1997 – Nights in Manhattan (And Points West)
- 1998 – Excerpts from Swine Lake
- 2000 – A Tiniest Wham
- 2004 – Zumbach's Coat
- 2013 – Iain Matthews – The Art Of Obscurity
- 2017 – A Baker’s Dozen

Studioalbum med Fairport Convention
- 1968 – Fairport Convention
- 1969 – What We Did on Our Holidays
- 1969 – Unhalfbricking

Studioalbum med Matthews Southern Comfort
- 1969 – Matthews' Southern Comfort
- 1970 – Later That Same Year

Studioalbum med Plainsong
- 1972 – In Search Of Amelia Earhart
- 1994 – Voices Electric
- 1996 – Sister Flute
- 1999 – New Place Now
- 2003 – Pangolins
- 2012 – Fat Lady Singing
- 2015 – Reinventing Richard: The Songs of Richard Farina